# دراسات شرق أوسطية
الدراسات الشرق أوسطية هي اسم جامع للدراسات الأكاديمية المرتبطة بدراسة الثقافة، والسياسة، والاقتصاد، والجغرافيا في الشرق الأوسط وهي مجموعة فرعية عن الدراسات الأسياوية، أحياناً يتم دمج وتدريس هذه الدراسات مع الدراسات الإسلامية وتقسم الدراسات الشرق الأوسطية إلى دراسات عربية ودراسات إيرانية ودراسات تركية ودراسات عبرية.

## وصلات خارجية
- المركز الأوربي لدراسات الشرق الأوسط
- دراسات شرق أوسطية، جامعة تكساس
- وحدة الدراسات التركية، مركز سمت للدراسات
- وحدة الدراسات الإيرانية، مركز سمت للدراسات